# Dedê
Leonardo de Deus Santos (Belo Horizonte, Brasil, 18 de abril de 1978) es un exfutbolista brasilero que jugaba en la demarcación de Lateral izquierdo su último equipo fue el Eskişehirspor de la Superliga de Turquía aunque la mayor parte de su carrera deportiva defendió los colores del Borussia Dortmund de Alemania.

## Selección nacional
Ha sido internacional con la Selección de fútbol de Brasil en un partido internacional.

## Clubes
| Club              | País     | Año       |
| ----------------- | -------- | --------- |
| Atlético Mineiro  | Brasil   | 1996-1998 |
| Borussia Dortmund | Alemania | 1998-2011 |
| Eskişehirspor     | Turquía  | 2011-2014 |

## Palmarés

### Campeonatos nacionales & internacionales
| Título        | Club                   | País     | Año  |
| ------------- | ---------------------- | -------- | ---- |
| Copa Conmebol | Clube Atlético Mineiro | Brasil   | 1997 |
| Bundesliga    | Borussia Dortmund      | Alemania | 2002 |
| Bundesliga    | Borussia Dortmund      | Alemania | 2011 |